# Cirrhencyrtus bimaculatus
Cirrhencyrtus bimaculatus is een vliesvleugelig insect uit de familie Encyrtidae. De wetenschappelijke naam is voor het eerst geldig gepubliceerd in 1939 door De Santis.